# (912) Marítima
(912) Marítima es un asteroide que forma parte del cinturón de asteroides y fue descubierto por Friedrich Karl Arnold Schwassmann el 27 de abril de 1919 desde el observatorio de Hamburgo-Bergedorf, Alemania.

## Designación y nombre
Marítima se designó al principio como 1919 FJ.
Posteriormente, fue posiblemente nombrado así por los viajes por mar que hacían los miembros de la universidad de Hamburgo en el semestre de verano.

## Características orbitales
Maritima está situado a una distancia media del Sol de 3,135 ua, pudiendo acercarse hasta 2,584 ua. Su inclinación orbital es 18,34° y la excentricidad 0,1757. Emplea 2027 días en completar una órbita alrededor del Sol.

## Características físicas
Basándose en el estudio de su curva de luz, se estima que Maritima tiene un periodo de rotación de aproximadamente 1332 horas. Esta lentitud en su velocidad de rotación puede ser debida al denominado efecto YORP.